# Hindol (stato)
Lo Stato di Hindol fu uno stato principesco del subcontinente indiano, avente per capitale la città di Hindol.

## Storia
Lo stato di Hindol venne fondato nel 1554 con la sconfitta delle locali dinastie regnanti ad opera di due fratelli, Chandradeva Jenamani e Udhavadeva Jenamani, appartenenti entrambi alla famiglia dei Badakhemundi, raja di Ganjam, a loro volta un ramo collaterale della linea di Paralakhemundi dei regnanti del Gange orientale. Dopo che la Compagnia britannica delle Indie orientali ebbe occupato Orisssa nel settembre-ottobre del 1803, vennero siglati dei trattati sugli assetti della regione, Hindol compreso, portandolo così ad essere sotto protettorato britannico.
Dopo l'indipendenza indiana nel 1947, Hindol siglò l'ingresso a far parte dell'Unione Indiana il 1º gennaio 1948.

## Governanti
I governanti di Hindol avevano il titolo di raja.

### Raja
- Chandradeva Jenamani (1554)
- Udhavadeva Jenamani (1554-1581)
- Dameidev Jenamani (1581-1587)
- Brajabehari Jenamani
- Ramachandradeva Jenamani
- Nakuladeva Jenamani (-1623)
- Nandadeva Maharatha (1623-1640)
- Rushideva Maharatha (1640-1642)
- Gajendradeva Maharatha
- Harideva Maharatha (-1670)
- Brundaban Singh Narendra (1670-1679)
- Narahari Singh Narendra (1679-1691)
- Achyuta Singh Narendra (1691-1701)
- Bhagabat Singh Narendra (1701-1733)
- Damodar Singh Narendra (1733-1770)
- Radhamani Singh Mardraja Jagadeba (1770-1781)
- Ram Chandra Singh Mardraja Jagadeba  (1781-1786)
- Krushna Chandra Singh Mardraja Jagadeba (1786-1829)
- Harihara Singh Mardraja Jagadeba (1829-1841)
- Ishwar Singh Mardraja Jagadeba (1841-1874)
- Phakir Singh Mardraja Jagadeba  (1874-1876)
- Janardan Singh Mardraja Jagadeba (1876–1906)
- Naba Kishor Chandra Mardraja Jagadeba (1906–1 gennaio 1948)